# Llit de la Generala
Der Dolmen Llit de la Generala liegt im Parc Megalític de Roses nahe der Straße  „Carer Praxiteles“  im Osten von Roses bei Figueres, in der Empordà in Katalonien in Spanien. Die Serra de l’Albera hat die größte Konzentration von megalithischen Denkmälern in Katalonien (110 Dolmen, 19 Menhire, 7 Steinkisten und eine neolithische Siedlung).
Der etwa 3200 v. Chr. entstandene trapezoide Gangdolmen von etwa 2,0 × 1,0 Meter, weist an jeder Längsseite und an einer der Schmalseiten Tragsteine auf. Der Deckstein liegt gerade auf. Der Zugang ist in den Resten des etwa 0,5 m hohen, 2001 rekonstruierten runden Steinhügels gut erkennbar.
Der etwa 1,5 m hohe Dolmen wurde 1925 ausgegraben, wobei Reste von Keramik gefunden wurden.
Von hier führt ein Wanderweg zu dem etwa 100 Meter entfernt liegenden Dolmen del Cap de l’Home.